# Adrian Dhanaraj
Adrian Dhanaraj (Choa Chu Kang, 9 de marzo de 1984 - Ibídem, 11 de septiembre de 2013) fue un jugador de fútbol profesional singapurense que jugaba en la demarcación de centrocampista.

## Biografía
Adrian Dhanaraj debutó como futbolista profesional en 2003 con el LionsXII, con quien jugó dos temporadas. Posteriormente fichó por el Warriors FC, con quien jugó hasta 2009, llegando a ganar la S.League en cuatro ocasiones, la Copa de Singapur en 2007 y 2008, y la Singapore Charity Shield en 2008. En 2009 fichó por el Geylang United FC y en 2012 fue traspasado al Gombak United FC.
Adrian Dhanaraj falleció el 11 de septiembre de 2013 a los 29 años de edad tras padecer la enfermedad de Hodgkin.

## Selección nacional
Adrian Dhanaraj llegó a ser convocado un total de dos veces por la selección de fútbol de Singapur para jugar la VFF Cup en 2010, en dos partidos contra Vietnam y Corea del Norte.

## Clubes
| Club              | País     | Año         | Partidos | Goles |
| ----------------- | -------- | ----------- | -------- | ----- |
| LionsXII          | Singapur | 2003 - 2005 | ¿?       | ¿?    |
| Warriors FC       | Singapur | 2005 - 2009 | ¿?       | ¿?    |
| Geylang United FC | Singapur | 2009 - 2012 | 64       | 1     |
| Gombak United FC  | Singapur | 2012        | 17       | 0     |

## Palmarés
Warriors FC
- S.League (4): 2006, 2007, 2008, 2009
- Copa de Singapur (2): 2007, 2008
- Singapore Charity Shield: 2008